# Harald Krause
Harald Krause (* 21. Juli 1941) ist ein ehemaliger deutscher Fußballspieler. Für die BSG Wismut Gera bestritt er 1966/67 17 Spiele in der DDR-Oberliga, der höchsten Spielklasse im DDR-Fußball.

## Sportliche Laufbahn
Bis 1965 spielte Harald Krause für die Betriebssportgemeinschaft (BSG) Fortschritt Greiz in der drittklassigen Bezirksliga Gera. Zum Beginn der Saison 1965/66 wechselte er zum DDR-Ligisten Wismut Gera. Dort war er sofort mit 21 Einsätzen in 30 Punktspielen und sieben erzielten Toren als Stammspieler etabliert und verhalf der BSG zum Aufstieg in die DDR-Oberliga. Dort konnten sich die Geraer nur für eine Spielzeit halten, in der Krause 17 von 26 Punktspielen bestritt. Er war in den ersten vier Begegnungen dabei, zog sich dann aber eine langwierige Verletzung zu und konnte erst mit Beginn der Rückrunde wieder in der Oberliga eingesetzt werden. Er bestritt die restlichen 13 Punktspiele, in denen er als Stürmer auf der rechten Seite eingesetzt wurde, aber insgesamt nur drei Tore erzielte.
Bis 1975 spielte Harald Krause weiter für die BSG Wismut Gera in der DDR-Liga. In den Spielzeiten 1967/68, 1969/70 und 1972/73 war er stets Stammspieler, denn bei 82 ausgetragenen Punktspielen kam er 74-mal zum Einsatz. In seinen letzten beiden Spielzeiten 1973/74 und 1974/75, in denen Wismut Gera jeweils Staffelsieger wurde, aber zweimal den Oberligaaufstieg verpasste, war Krause mit zehn bzw. einem Punktspieleinsatz nur noch Ersatzspieler. Er kam auch nur in der Aufstiegsrunde 1974 zum Einsatz, als er fünf von acht Begegnungen absolvierte. Stattdessen spielte er hauptsächlich in der drittklassigen 2. Mannschaft, der er 1973 zur Bezirksmeisterschaft verhalf. Im Sommer 1975 beendete Krause 34-jährig nach 178 Punktspieleinsätzen und 21 Toren seine Laufbahn als Leistungsfußballer.